# Pugatschow-Eiche

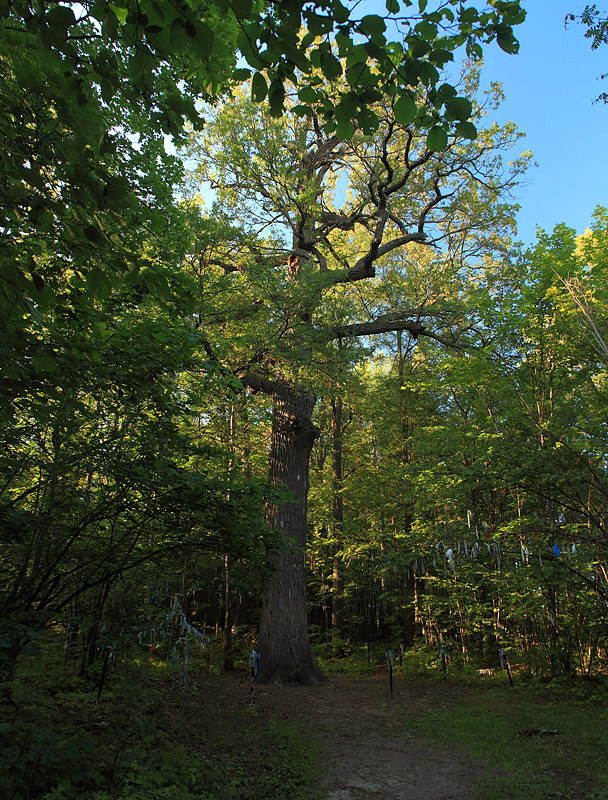
Die Pugatschow-Eiche im Sommer 2016

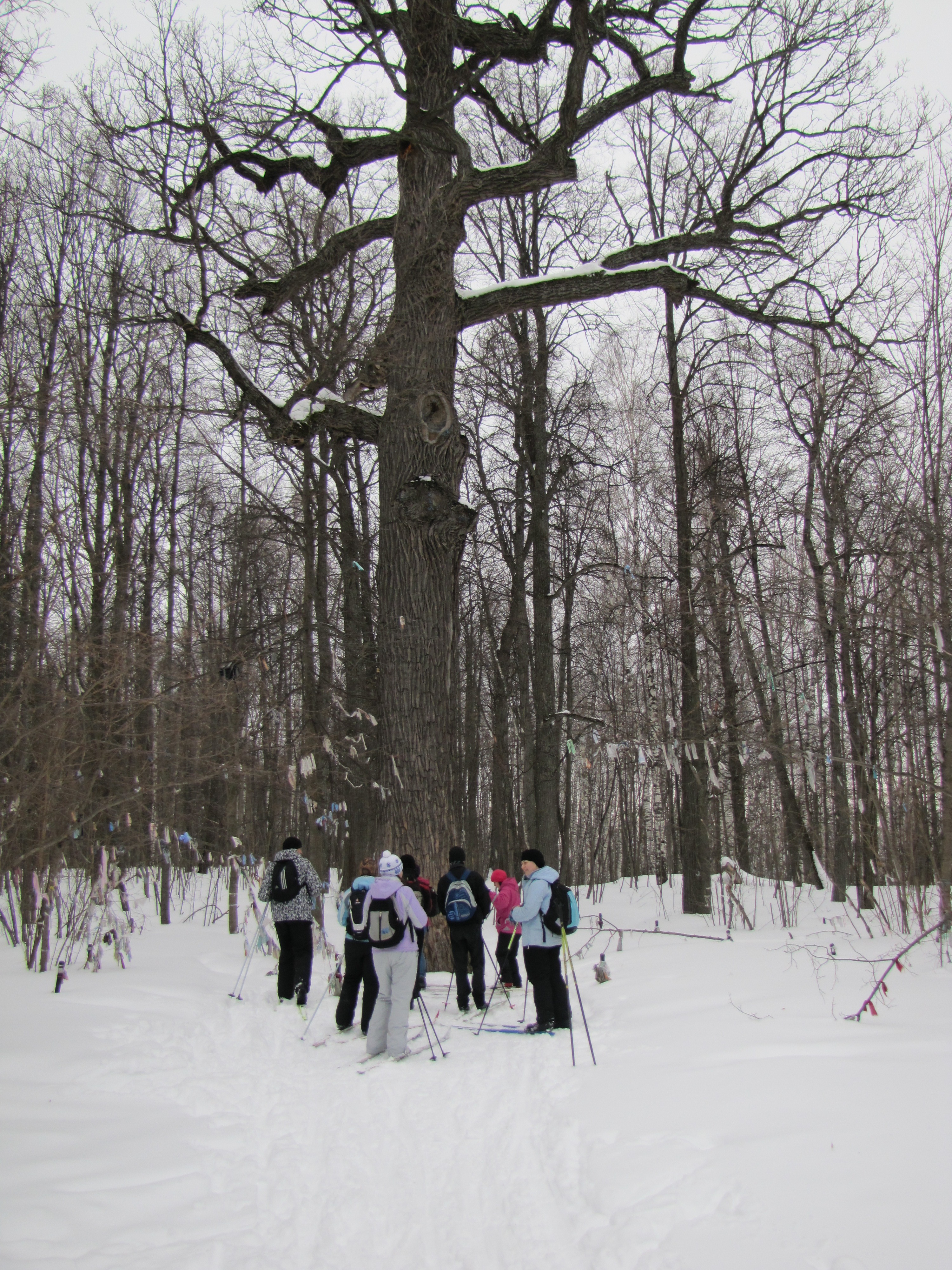
Die Pugatschow-Eiche im Winter 2016

Die Pugatschow-Eiche (mari: Пугачёв тумо, russisch Дуб Пугачёва) ist ein bedeutender Baum im Mari-Tschodra-Nationalpark in der russischen Republik Mari El. Es wird angenommen, dass er seit dem Jahr 1500 steht. Sein Stammdurchmesser in Brusthöhe beträgt 1,20 Meter, er ist 26 Meter hoch. Im April 2013 erhielt der Baum den Status eines Naturdenkmals.
Die Legende besagt, dass nach der Niederlage in der Schlacht bei Kasan während des Pugatschow-Aufstands und des Rückzugs in die Wälder von Mari die verbliebenen Truppen von Jemeljan Iwanowitsch Pugatschow unter der Eiche Halt machten. Pugatschow persönlich habe das niederbrennende Kasan von dieser Eiche aus beobachtet. Es gibt jedoch Zweifel, ob die Eiche der Baum ist, unter dem die Rebellen hielten. Einige Forscher gehen davon aus, dass der Baum auf ungefähr 1650 datiert wird und somit zum Zeitpunkt des Aufstandes ein gewöhnlicher Baum war. Eine weitere große Eiche, die bis dato auf etwa das Jahr 1400 geschätzt wurde, existierte in den umliegenden Feldern, bis sie in den 1940er Jahren abstarb und in den 1950er Jahren gefällt wurde. Möglicherweise war es die ursprüngliche Pugatschow-Eiche.